# الدوري الأمريكي لكرة السلة للمحترفين 2000–01
الدوري الأمريكي لكرة السلة للمحترفين 2000–01 (بالإنجليزية: 2000–01 NBA season)‏ هو موسم من إن بي أي. أقيم خلال الفترة 29 أكتوبر 2000 وحتى 15 يونيو 2001، وأشرف على تنظيمه إن بي أي، وفاز فيه لوس أنجلوس ليكرز.